# Ратници подземља
Ратници подземља (енгл. The Warriors) је амерички акциони филм из 1979. у режији Волтера Хила са Мајклом Беком и Џејмсом Ремаром у главним улогама. Филм је снимљен према роману Сола Јурика.
У Њујорку, члановима банде под називом Ратници, смештена је смрт харизматичног вође свих банди. С обзиром да друге банде желе да им се освете, морају се вратити на своје матично подручје.

## Радња
У Бронксу се дешава велико окупљање разједињених њујоршких банди које су у сталним међусобним сукобима око територије. Повод окупљања је идеја Сајруса, вође најпознатије и најмоћније банде, да уједини све банде у ефикасну криминалну организацију. Међутим, вођа једне од банди, којем се Сајрусова идеја није допала, организује атентат и на скупу убија Сајруса. За убиство су оптужени Ратници, минорна банда са Кони Ајланда, која, у немогућности да на лицу места докаже невиност, бежи са места догађаја и покушава се пробити до Кони Ајланда. Међутим, пут од центра града до периферије је дуг и препун опасности, а у лову на Ратнике и новчану награду учествују све банде Њујорка.

## Датуми премијера
| држава          | датум             |
| --------------- | ----------------- |
| Аустралија      | 1. фебруар 1979.  |
| САД             | 9. фебруар 1979.  |
| Хонгконг        | 18. мај 1979.     |
| Данска          | 6. јул 1979.      |
| Западна Немачка | 13. јул 1979.     |
| Шведска         | 29. октобар 1979. |
| Норвешка        | 3. јун 1980.      |
| Француска       | 27. август 1980.  |

## Занимљивости
Како би филм био што уверљивији, Хил је ангажовао непознате глумце и натуршчике. Додуше, улога „Каубоја“ је понуђена Роберту де Ниру, који је тада већ био познат, али је он одбио. Зарад уверљивости, у почетној сцени окупљања банди, ангажоване су и праве банде.

## Критике
На сајту који представља портал града Задра филм је окарактерисан као добра и „откачена“ забава, без много реализма, са радњом која подсећа на видео-игру и на самој граници „треша“, па и доброг укуса. Глума је окарактерисана као лоша, тако да аутора текста не чуди што нико од тадашњих глумаца касније није направио неку запаженију каријеру. Иако није унео веће промене у савремену америчку кинематографију, овај филм због своје „непретенциозности“ заслужује место међу класицима и данас се сматра култним. Статус култног филма су потврдили и аутори филмског лексикона у издању Лексикографског завода „Мирослав Крлежа“, иако је проглашаван сувише насилним, због сцена попут обрачуна бејзбол палицама. Ипак, многи аспекти филма су похваљени, попут (динамичне) режије, монтаже и музике. Оно што чини суштину радње је код части и пријатељства међу делинквентима; они се чврсто држе заједно и исказују знатну храброст, што јесте својеврсно наглашавање моралних вредности.